# تاكاو إيشيكاوا
تاكاو إيشيكاوا (باليابانية: 石川 喬穂) (30 مايو 1991 في هيغاشيهيروشيما في اليابان – )؛ هو لاعب كرة قدم سابق كان يلعب كمدافع.

## وصلات خارجية
- تاكاو إيشيكاوا على موقع رابطة كرة القدم اليابانية للمحترفين (اليابانية)